# Carl Zeiss Sports Optics
Die Carl Zeiss Sports Optics GmbH in Wetzlar ist ein weltweit führender Hersteller von Ferngläsern, Zielfernrohren und Spektiven. Sie ist eine Tochter der Carl Zeiss AG. Das Vorgängerunternehmen, die Hensoldt AG, war eine der industriellen Stützen der optisch-feinmechanischen Industrie in Wetzlar (Lage 50° 33′ 39,6″ N, 8° 30′ 1,6″ O). Zum Unternehmen gehört ein zweites Produktionswerk in Mateszalka (Ungarn). Die Produkte werden weltweit über den, teils eigenen, Fachhandel vertrieben.

## Geschichte

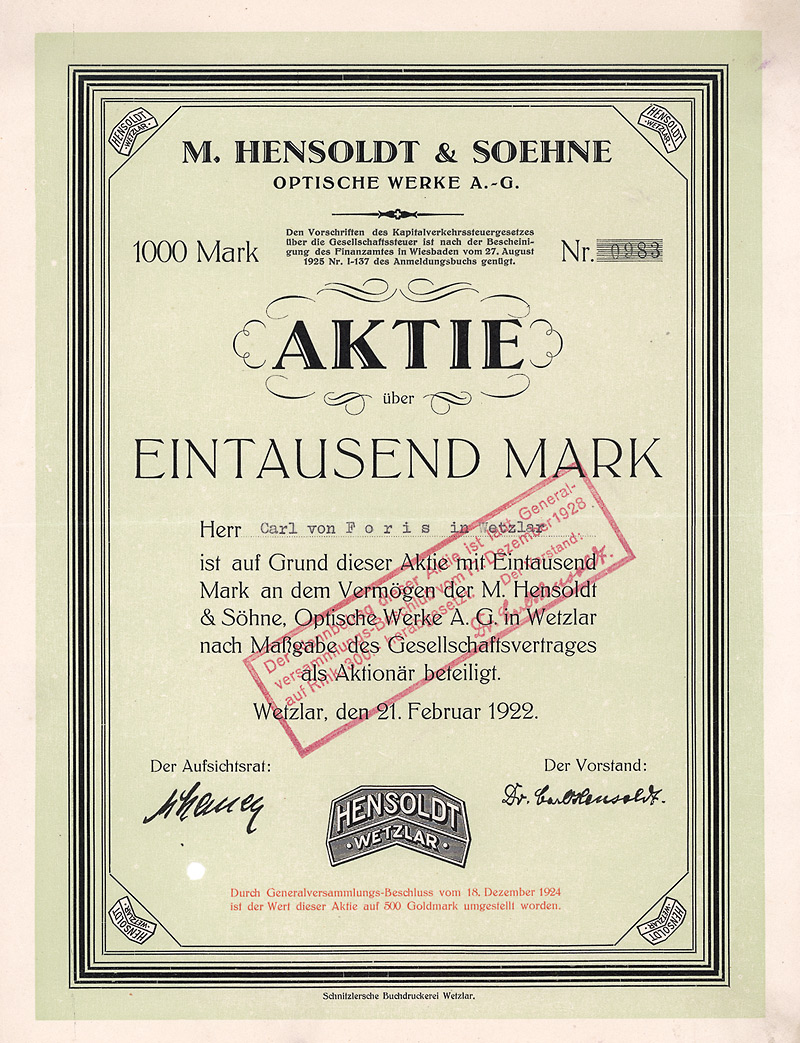
Namensaktie über 1000 Mark der M. Hensoldt & Söhne Optische Werke AG vom 21. Februar 1922

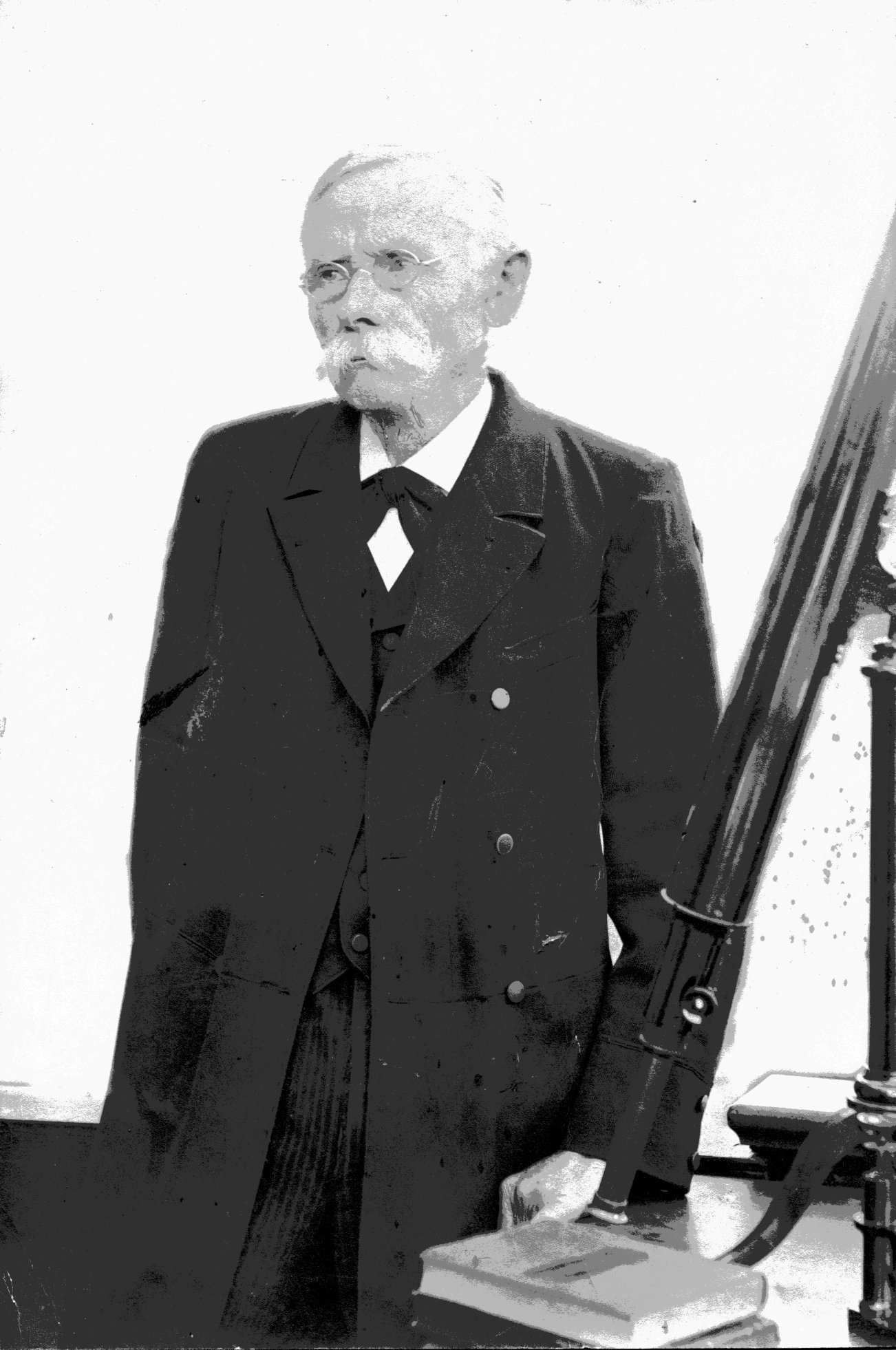
Moritz Hensoldt

Am 15. April 1847 gründete der Feinmechaniker und Optiker Moritz Carl Hensoldt eine optische Werkstatt in Sonneberg. Als Gründungsdatum der späteren Hensoldt AG gilt nach älteren Angaben das Jahr 1852. Zusammen mit einem Cousin seiner Frau, dem Mechaniker und Optiker Louis Engelbert, baute Hensoldt ab 1861 in Braunfels unter dem Namen Engelbert & Hensoldt Mikroskope, die sich bald einen guten Namen machten. Ende 1865 erfolgte der Umzug nach Wetzlar.
1896 wurden Moritz Hensoldts Söhne Waldemar und Carl Teilhaber der optischen Werkstätten M. Hensoldt & Söhne. Der Firmengründer starb 1903. 1922 wurde die Firma in eine Aktiengesellschaft umgewandelt und hieß fortan M. Hensoldt & Söhne Optische Werke AG. 1928 übernahm die Carl-Zeiss-Stiftung einen Mehrheitsanteil.
Aufgrund früherer Ideen von Ernst Abbe begann das Unternehmen Carl Zeiss Jena 1894 mit dem Bau von Prismenferngläsern. Carl Zeiss wurde zum weltweit führenden Unternehmen für zivile und militärische Optik.
1945 nahmen die Amerikaner führende Mitarbeiter mit in den Westen, die in Oberkochen ein neues Unternehmen gründeten. Zunächst wurden sowohl in Oberkochen als auch in Wetzlar Ferngläser und Zielfernrohre entwickelt und gefertigt, seit 1964 wurde die Fertigung in Wetzlar zusammengefasst. Seither tragen sie nur noch den Namen Zeiss. Am 1. Oktober 2006 erfolgte die Umfirmierung der Hensoldt AG in Carl Zeiss Sports Optics GmbH. Inzwischen gehören die Standorte Oberkochen und Wetzlar zur „neuen“ Hensoldt AG.
Die Herstellung und Entwicklung militärischer Optiken, die auch in Wetzlar beheimatet war, wurde in der Carl Zeiss Optronics zusammengefasst. Zum Ende des Geschäftsjahrs 2011/12 wurde diese mehrheitlich von der EADS GmbH übernommen und firmierte unter Cassidian Optronics innerhalb der Airbus Group.

## Produktgeschichte

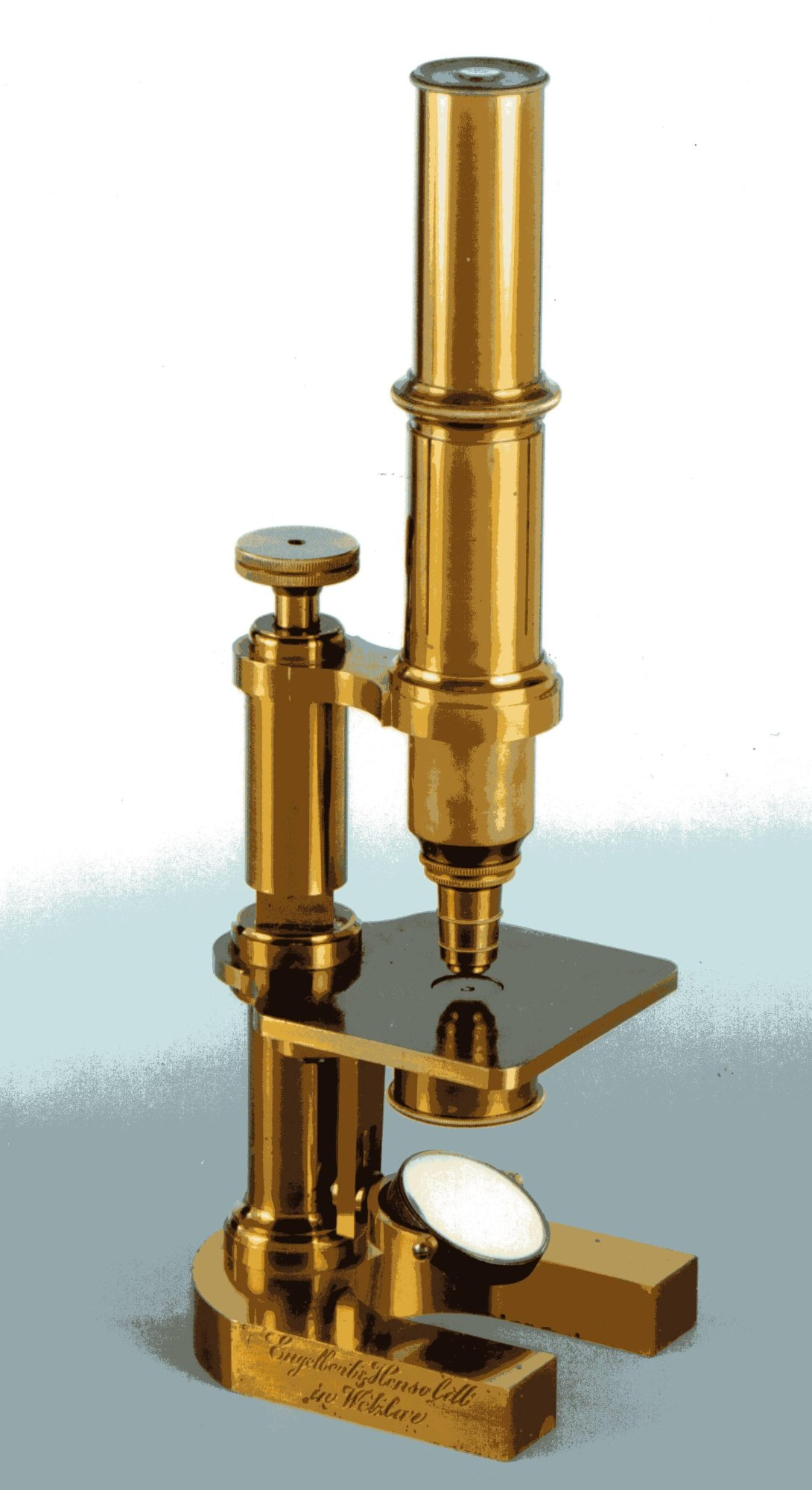
Mikroskop von Engelbert & Hensoldt (1870)

### Hensoldt
In den frühen Jahren hatte die Firma Engelbert & Hensoldt vor allem Mikroskope hergestellt. 1877 begann Moritz Hensoldt damit, Fernrohre zu bauen. Als militärisches Produkt wurde 1879 ein Skala-Entfernungsmesser entwickelt. Seit 1880 belieferte die Firma zunächst das britische, später auch das deutsche Heer. Neben Fernrohren und binocles (Doppelfernrohre) für den militärischen, privaten und jagdlichen Gebrauch, wurden astronomische Fernrohre und Messgeräte hergestellt. 1880 gelang die Produktion eines orthoskopischen Okulars, einer Weiterentwicklung des Okulars von Moritz Hensoldts Freund Carl Kellner. 1892/93 folgte ein Basis-Entfernungsmesser.

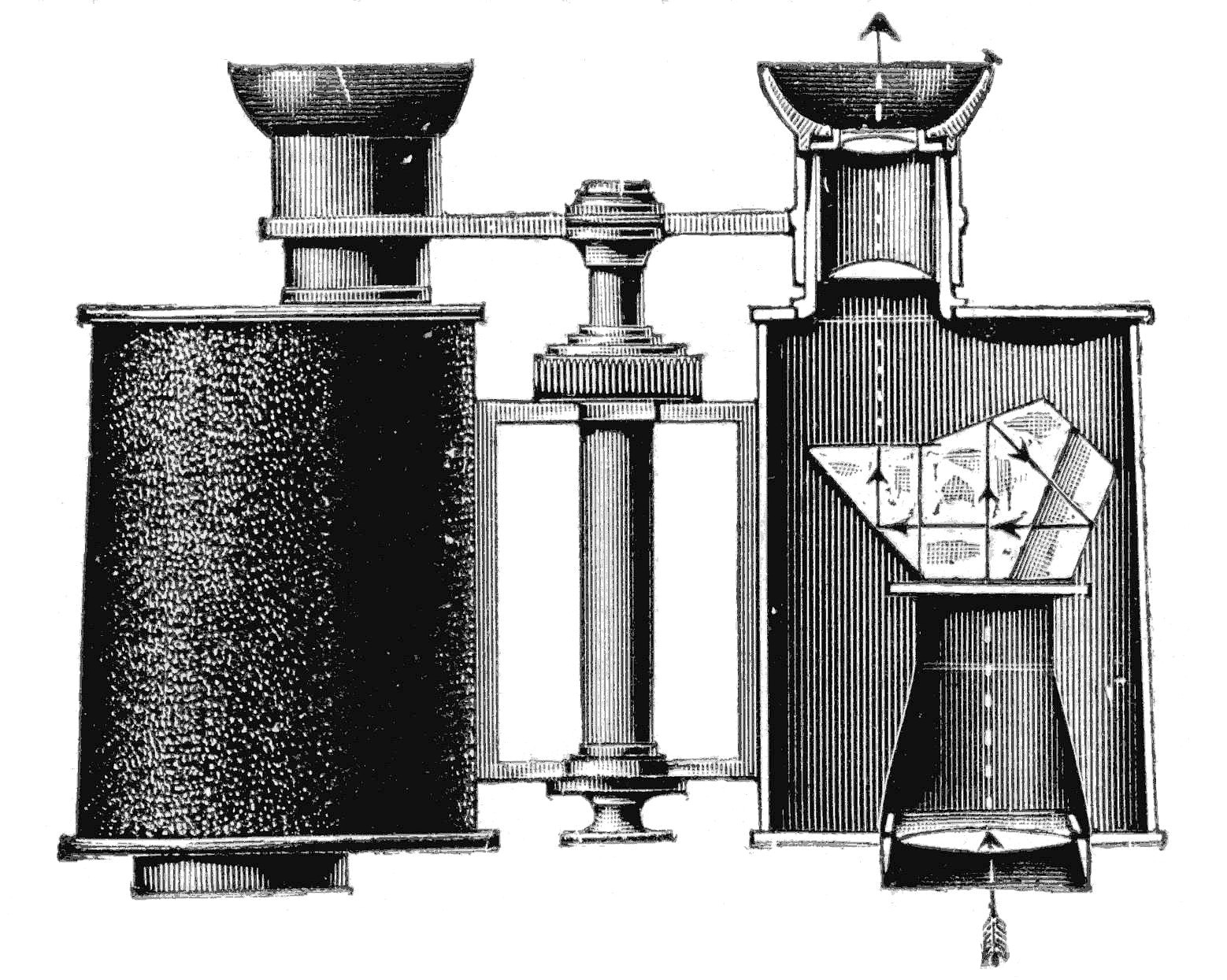
Hensoldt Prismendoppelfernrohr mit Pentaprisma

Es folgte 1897 die Markteinführung des ersten Fernglases der Welt mit fünfseitigen Dachkantprismen (Penta 7 × 29, Modell A). Dieses Doppelfernrohr erzeugte durch zweimalige Reflexion ein so genanntes „stehendes Bild“ und erlaubte den Einsatz großer, lichtstarker Objektive.

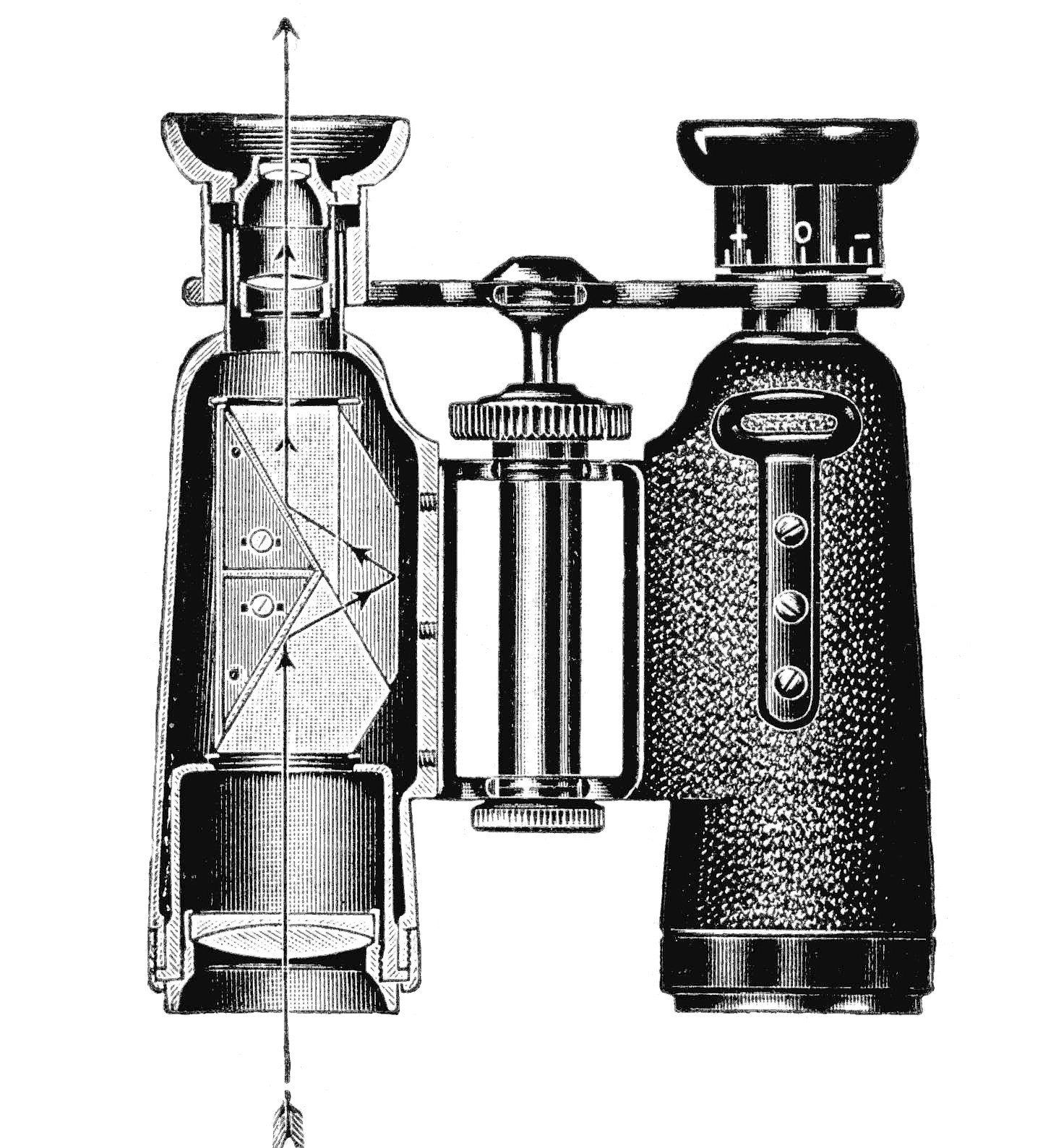
Hensoldt Prismendoppelfernrohr mit Abbe-König-Prisma (1905)

Das erste Zielfernrohr von M. Hensoldt & Söhne mit Prismen-Umkehrsystem wurde 1902 vorgestellt. Die hier erstmals verwendeten neu gestalteten Dachprismen ermöglichten einen geradlinigen Achsenstrahl ohne Parallelverschiebung. Um 1900 war Hensoldt der einzige Hersteller, der die Serienfertigung exakt gearbeiteter Dachkantprismen beherrschte. Die spezielle Prismenkonstruktion des Zielfernrohres fand später ihre erfolgreiche Anwendung in den ab 1906 von Hensoldts jüngstem Sohn Carl entwickelten Prismenfernrohr, dem Hensoldt-Dialyt.

### Carl Zeiss
1893 wurde ein Patent für ein „Doppelfernrohr mit vergrößertem Objektivabstand“ angemeldet. Ab 1919 wurden die vom Zeiss-Konstrukteur Heinrich Erfle entwickelten Weitwinkel-Okulare im Feldstecherbau eingesetzt.
Im Jahr 1933 wurde von Hensoldt – nun von Zeiss übernommen – mit dem Einsatz von Leichtmetallen begonnen, um Messing und Zink im Gehäusebau abzulösen. Zwei Jahre später begann die Produktion von Ferngläsern mit dem reflexmindernden T-Belag von Zeiss. Die Lichtdurchlässigkeit ließ sich so um bis zu 50 % steigern.
Die erste nennenswerte Innovation nach dem Zweiten Weltkrieg war die Verwendung von Teleobjektiven, um die Bauhöhe der Ferngläser zu verringern (1954). Ab 1956 wurden bewegliche Gummistulpendichtungen in Mitteltrieb-Modelle eingebaut, um sie gegen Feuchtigkeit abzudichten. Zwei Jahre später wurden die B-Ferngläser mit großem Sehabstand eingeführt. Das „B“ steht dabei für „für Brillenträger verwendbar“.

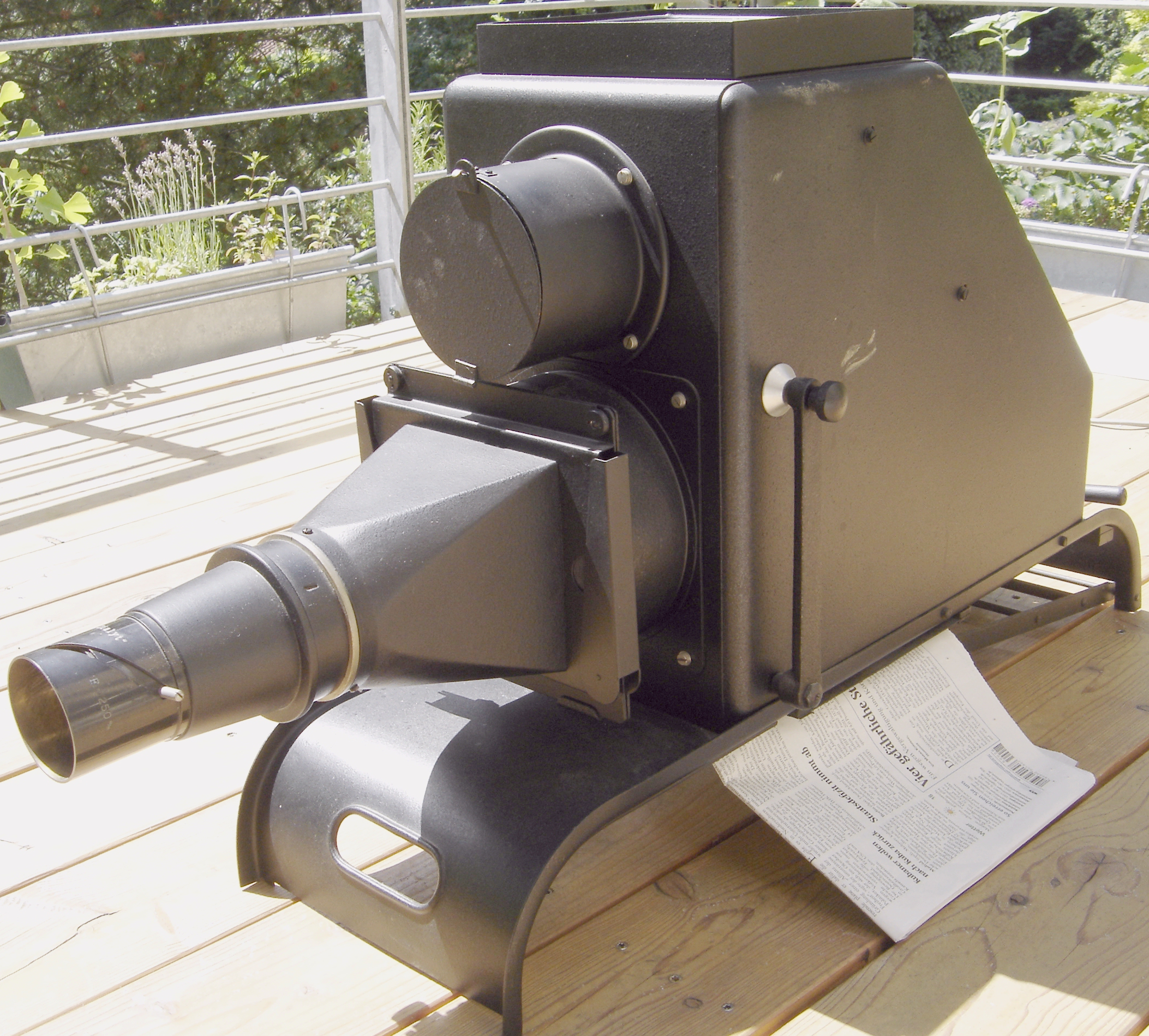
Hensoldt-Epidiaskop mit den Projektionsobjektiven Walkar und Dialyt

Ein für das Aussehen moderner Ferngläser wegweisender Schnitt war 1964 die Einführung einer neuen Reihe von Dialyt Ferngläsern, die ein geradsichtiges Prismen-Umkehrsystem nach Schmidt besitzen. Diese Konstruktion macht schlanke und kleine Ferngläser möglich. 1968 erfolgte die Markteinführung eines Taschenfernglases 8 × 20. Solche Taschenferngläser erhielten etwas später (1974) Zentraleinstellung sowie Brillenträger-Okulare.
Eine Verbesserung der optischen Transmissionseigenschaften und des Bildkontrasts konnte ab 1979 durch die T*-Mehrschichtvergütung (Carl Zeiss T*) erreicht werden. Das P-Coating wurde 1988 entwickelt; es kann zusätzlich Interferenzeffekte durch Phasenverschiebungen bei der Bildumkehr vermindern.
1982 wurde ein asphärisches Spiegelobjektiv eingeführt, das für Spektive eine Verkürzung der Baulänge ermöglicht. Im Jahr 1990 brachte Hensoldt das weltweit erste Fernglas (20 × 60 S) mit mechanischer Bildstabilisierung auf den Markt. Im selben Jahr wurde eine neue Reihe von Ferngläsern und Taschenferngläsern aufgelegt (DesignSelection). 1994 folgte in der DesignSelection-Reihe ein monokulares Nachtsicht-Fernglas mit 20.000facher Lichtverstärkung (5,6 × 60 N). Diafun-Ferngläser waren (ab 1997) für Sport- und Freizeit-Anwendungen gedacht.
Für die Victory-Ferngläser wurde im Jahr 2000 das Advanced Optics System (AOS) eingeführt, das besonders dünne Linsen im Objektiv einsetzt. Die Spektive Diascope 65 T* FL und 85 T* FL mit fluoridhaltigen Gläsern wurden 2001 in den Markt eingeführt. FL-Gläser erleichtern den Bau Apochromatischer Objektive, die gleichzeitig das Licht von drei Wellenlängen exakt fokussieren. Dies erhöht Brillanz und Schärfeleistung. 2004 folgte der erstmalige Einsatz von fluoridhaltigem Glas bei Ferngläsern (Victory FL-Serie). Kurz zuvor war 2003 die Conquest-Fernglas-Serie auf den Markt gekommen.
Neben den bekannten Produkten wie Ferngläsern, Mikroskopen und Teleskopen werden beispielsweise auch Epidiaskope, Reflexvisiere und Laser-Entfernungsmesser gefertigt.

### Carl Zeiss Sports Optics (ab 2006)

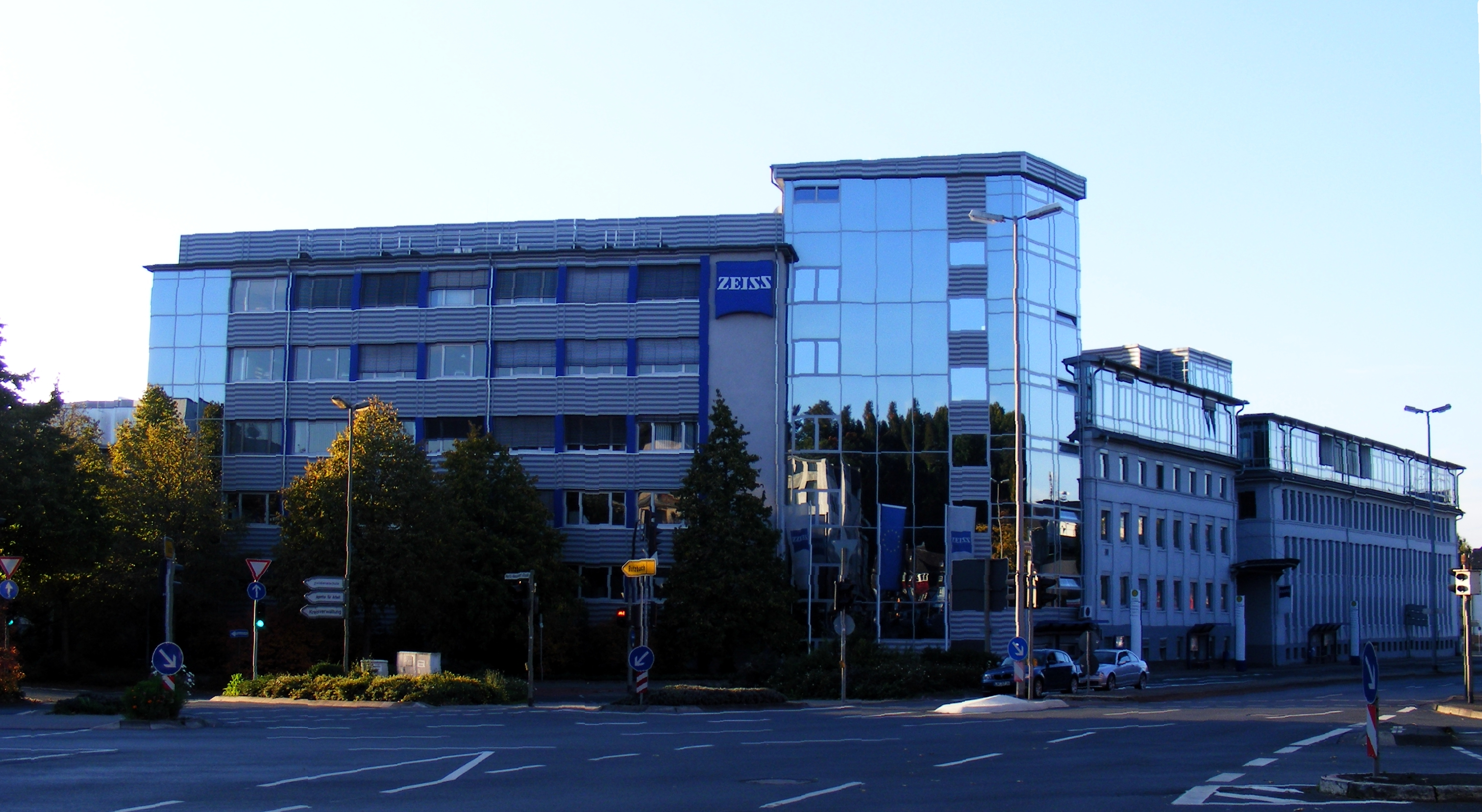
Firmengebäude in Wetzlar

In den letzten Jahren unter Carl Zeiss Sports Optics wurde die LotuTec-Beschichtung für den Schutz der äußeren Objektiv- und Okularlinsen eingeführt (2006). Beim im selben Jahr erschienenen Kamera-Okular DC4 handelt es sich um eine digitale Kameraeinheit im Beobachtungsokular. 2008 kamen die Victory RF-Ferngläser hinzu mit dem monokularen Modell PRF. Dieses Modell hat einen integrierten Laserentfernungsmesser und ist mit einem Ballistik-Informations-System (BIS) ausgestattet.
Seit 2012 gibt es eine neue Generation von Zeiss-Victory-Ferngläsern mit erhöhter optischer Transmission. Als erster Schritt wurden die Victory-FL-Ferngläser mit 42 mm Objektivdurchmesser durch die neuen Zeiss Victory HT (High Transmission) 8 × 42 und 10 × 42 ersetzt. 2014 folgten die ersten beiden Ferngläser der Reihe Victory SF („Smart Focus“), die mit Weitwinkel-Sehfeldern und spezieller Ergonomie gezielt Ornithologen ansprechen will. Daneben entwickelte Zeiss die Linie Conquest HD, die preislich deutlich unter dem Niveau der Victory-Modelle liegt.